# Avenida 9 de Julio
L'Avenida 9 de Julio è una delle principali arterie viarie del centro della capitale argentina Buenos Aires. Prende il nome dalla data dell'indipendenza argentina, il 9 luglio 1816. Con i suoi 140 metri di larghezza è una delle strade più larghe del mondo.

## Ubicazione
Si sviluppa nella parte centrale della capitale argentina, in direzione nord-sud, ed è la sola arteria della città che dopo aver incrociato l'Avenida Rivadavia non cambia nome. 
Ha origine nel quartiere di Retiro, presso l'ambasciata di Francia e, dopo aver superato Avenida Santa Fe e plaza Libertad, incrocia Avenida Cordoba ed entra così nel territorio del barrio di San Nicolás. Dopo aver passato sulla destra il Teatro Colón, s'incontra con Avenida Corrientes presso Plaza de la República dove si staglia l'Obelisco. Dopo quattro isolati supera l'importante Avenida Rivadavia ed entra così nel quartiere di Monserrat dove s'incrocia con la celebre Avenida de Mayo. Dopo aver superato il palazzo del Ministero dello Sviluppo Sociale s'incontra con l'Avenida Belgrano e, dopo quattro isolati, con l'Avenida Independencia. Nei pressi della stazione di Constitución s'incontra con l'autostrada 25 de Mayo, che conduce a La Plata e all'Aeroporto di Buenos Aires-Ministro Pistarini e prosegue come autostrada Presidente Arturo Frondizi.
Sotto il tracciato dell'Avenida 9 de Julio corre la Linea C della metropolitana di Buenos Aires. Anche le linee A, B, D ed E sono interconnesse con la strada con una fermata ciascuna.

## Storia
L'Avenida 9 de Julio fu progettata nel 1888, tuttavia a causa delle proteste e dei ricorsi dei residenti i lavori poterono iniziare solamente nel 1936 su progetto dell'architetto Carlo Thays. La strada infatti sarebbe stata ricavata dallo sbancamento di un'intera serie di isolati che le conferì la particolare larghezza che l'avrebbe poi caratterizzata. La prima serie di interventi terminò nel 1960, mentre i lavori di smantellamento attorno alla stazione di Constitución furono completati vent'anni dopo.
Nel 2013 le corsie dell'Avenida 9 de Julio furono ridotte per creare delle corsie preferenziali per una linea di Bus Rapid Transit nota come Metrobus.